# Emma Mackey
Pour les articles homonymes, voir Mackey.
Emma Mackey est une actrice franco-britannique née le 4 janvier 1996 au Mans.
Elle se fait connaître grâce à sa prestation dans la série télévisée Sex Education (2019-2023), produite par et pour la plateforme américaine Netflix. Ce rôle lui apporte une notoriété internationale et lui permet d'obtenir des rôles dans plusieurs super-productions telles que Eiffel (2021) de Martin Bourboulon, Mort sur le Nil (2022) de Kenneth Branagh et Barbie (2023) de Greta Gerwig.

## Biographie

### Jeunesse et formation
Emma Margaret Marie Tachard-Mackey naît le 4 janvier 1996 au Mans, dans le département français de la Sarthe, d'un père français et d'une mère britannique et a deux petits frères. Elle grandit à Sablé-sur-Sarthe, où son père était principal adjoint du collège Pierre-Reverdy et président du club de handball local de 2007 à 2012.
En 2013, elle obtient un baccalauréat littéraire avec mention très bien au lycée Saint-Anne de Sablé-sur-Sarthe,, et décide de partir en Angleterre pour faire du théâtre. Elle étudie les lettres classiques à l'université de Leeds. Elle apparaît dans des productions de The Workshop Theatre, la troupe de la faculté, dont elle dirige certaines mises en scène,.

### Carrière

#### Cinéma
En 2016, Emma Mackey s'installe à Londres et commence à se présenter à des auditions. En mars, elle apparaît dans le téléfilm d'horreur Badger Lane. Elle rejoint l'agence d'artistes Curtis Brown Talent.
La même année, sa carrière démarre vraiment quand elle est choisie pour jouer Maeve Wiley, aux côtés d'Asa Butterfield et de Gillian Anderson, dans la série télévisée Sex Education produite par Netflix, où son interprétation est remarquée par la critique,.
En avril 2019, elle est membre du jury du deuxième festival Canneseries, sous la présidence du réalisateur et scénariste suisse Baran bo Odar. En mars, elle donne la réplique à Romain Duris dans Eiffel, un long métrage qui retrace la conception, par Gustave Eiffel, de la tour qui porte son nom pour l'Exposition universelle de 1889,. Le réalisateur Martin Bourboulon explique que « le choix de Mackey s'est imposé » et que sa « forte personnalité transparaît dans sa façon de jouer ». Il ajoute : « C'est à la fois une actrice romantique et rock, au talent éblouissant. »
En 2022, elle est à l'affiche du film policier Mort sur le Nil, nouvelle adaptation du roman d'Agatha Christie réalisée par Kenneth Branagh.
Le 15 mars 2023, le biopic littéraire Emily, réalisé par Frances O'Connor, sort dans les salles françaises, Emma Mackey y incarne le rôle principal, celui de la poétesse britannique Emily Brontë. Sa prestation lui a notamment valu le prix de l'étoile montante lors de la 76e cérémonie des British Academy Film Awards.
Le 13 juillet 2023, sort dans les salles le film Barbie de Greta Gerwig. Emma Mackey y interprète le rôle de Barbie prix Nobel de physique,. La productrice et actrice principale du film, Margot Robbie, a expliqué la raison de sa participation au film :  « Cela fait des années que l'on me dit que je ressemble à la fille de Sex Education, Emma Mackey. Elle joue l'une des Barbie du film parce que Greta et moi pensions que ce serait drôle. »

#### Mannequinat
En 2017 notamment, Emma Mackey fait quelques incursions dans la photo de mode, en posant pour la collection d'été du concept store londonien AIDA Shoreditch.
En février 2019, un mois après le lancement de Sex Education, elle pose dans Vogue UK vêtue en Balmain et elle est invitée par le designer Olivier Rousteing au défilé de la marque à Paris. Le même mois, elle est dans L'Officiel Paris et dans Jalouse, habillée en Prada. En décembre, elle est en couverture de Glamour France et de Vogue UK.
En août 2023, Burberry annonce une collaboration avec l'actrice, qui devient l'égérie du parfum Burberry Goddess.

### Vie privée
Emma Mackey est souvent comparée à l'actrice Margot Robbie en raison de sa ressemblance avec cette dernière au début de sa carrière,,.
Elle a entretenu une relation de plus de trois ans avec l'acteur britannique Daniel Whitlam.
Elle est une amie d'enfance du streamer Etoiles[réf. nécessaire].

## Filmographie

### Cinéma

#### Longs métrages
- 2020 : Secrets noyés (en) (The Winter Lake) de Phil Sheerin : Holly
- 2021 : Eiffel de Martin Bourboulon : Adrienne Bourgès
- 2022 : Mort sur le Nil (Death on the Nile) de Kenneth Branagh : Jacqueline de Bellefort
- 2022 : Emily de Frances O'Connor : Emily Brontë
- 2023 : Barbie de Greta Gerwig : Barbie physicienne ou Barbie prix Nobel de physique
- 2025 : Hot Milk de Rebecca Lenkiewicz : Sofia
- 2025 : Alpha de Julia Ducournau : l'infirmière
- 2025 : Ella McCay de James L. Brooks : Ella McCay
- Prévu pour 2026 : (Date sujette à modification) Les Chroniques de Narnia de Greta Gerwig : La Sorcière blanche[35]

#### Courts métrages
- 2016 : Badger Lane de Shay Collins : Michelle
- 2020 : Tic de Josef Battes : Jess[36]

### Télévision

#### Série télévisée
- 2019 - 2023 : Sex Education : Maeve Wiley

#### Publicité
- 2023 : Burberry Goddess

## Distinctions
| Année | Distinction                            | Catégorie                                        | Nomination    | Résultat | Références |
| ----- | -------------------------------------- | ------------------------------------------------ | ------------- | -------- | ---------- |
| 2021  | British Academy Television Awards      | Meilleure actrice dans une comédie               | Sex Education | Nommée   | [ 37 ]     |
| 2022  | British Independent Film Awards        | Meilleure actrice principale                     | Emily         | Nommée   | [ 38 ]     |
| 2022  | British Independent Film Awards        | Meilleure distribution                           | Emily         | Nommée   | [ 38 ]     |
| 2022  | Festival du film britannique de Dinard | Meilleure interprétation                         | Emily         | Gagnée   | [ 39 ]     |
| 2023  | British Academy Film Awards            | EE Rising Star Award (Prix de l'étoile montante) | -             | Gagnée   | [ 40 ]     |

## Voix francophones
En version française, l'actrice est doublée par Pamela Ravassard dans Sex Education et Zina Khakhoulia dans Mort sur le Nil. Elle se double elle-même dans Emily et Barbie.